# Telacanthura
Telacanthura é um género de aves da família Apodidae.

## Lista de espécies
O género Telacanthura é composto por 11 espécies:
- Andorinhão-de-ussher, Telacanthura ussheri
- Andorinhão-de-ituri, Telacanthura melanopygia